# Дисменорея
Дисменоре́я — циклический патологический процесс, при котором в дни менструации появляются выраженные боли внизу живота. Эти боли могут сопровождаться другими симптомами: общей слабостью, тошнотой, рвотой, головной болью, головокружением, отсутствием аппетита, сухостью во рту, вздутием живота, ощущением «ватных» ног, обмороками и другими эмоциональными и вегетативными расстройствами, повышением температуры тела до 37—38 °С.
Иногда ведущим симптомом может быть одна из вышеперечисленных жалоб, которая больную беспокоит больше, чем боль.

## Первичная и вторичная дисменорея

### Первичная дисменорея
Первичная дисменорея — функциональное заболевание, не связанное с патологическими изменениями внутренних половых органов; обычно появляется в подростковом возрасте через 1—3 года после менархе, с началом овуляции. В первые годы заболевания боли во время менструации бывают обычно терпимыми, кратковременными и не влияют на работоспособность. С течением времени может наблюдаться усиление болей, увеличение их продолжительности, появление новых симптомов, сопровождающих боль. Боли, как правило, начинаются за 12 ч до или в первый день менструального цикла и продолжаются на протяжении первых 2—42 ч или в течение всей менструации. Боли часто бывают схваткообразного характера, но могут носить ноющий, дёргающий, распирающий характер, иррадиировать в прямую кишку, область придатков, мочевой пузырь.
Причина первичной дисменореи неясна. Существует несколько теорий её развития. В разное время происхождение дисменореи объясняли как физиологическими, так и психологическими факторами. В настоящее время в этиологии дисменореи доказана роль простагландина Е2 (ПГЕ2) и простагландина Е2-альфа (ПГE2-aльфa), которые формируются из фосфолипидов мембран отмерших клеток менструирующего эндометрия.
ПГЕ2 обусловливает дезагрегацию тромбоцитов и является вазодилататором. ПГЕ2-альфа вызывает болевые ощущения и способствует сокращению гладкой мускулатуры. В свою очередь эстрогены способны стимулировать синтез и/или высвобождение ПГЕ2-альфа и вазопрессина, что способствует повышенной активности матки.

### Вторичная дисменорея
Вторичная дисменорея обусловлена органическими изменениями в органах малого таза. Она, как правило, возникает через несколько лет после начала менструаций, а боли могут появляться или усиливаться за 1—2 дня до начала менструации. Вторичная дисменорея в отличие от первичной возникает чаще всего у женщин после 30 лет. Одними из наиболее частых причин развития вторичной дисменореи являются воспалительный процесс в органах малого таза и эндометриоз. Они также могут быть вызваны использованием внутриматочной спирали. Дисменорея при заболеваниях внутренних половых органов возникает как следствие нарушения кровотока, спазма гладкой мускулатуры, растяжения стенок полых органов, чрезмерного раздражения нервных элементов при сокращениях матки, воспалительных изменений в органах и тканях, эндометриоза, аномалий развития и т. д.

## Лечение

### Лечение первичной дисменореи
Целью терапии первичной дисменореи является купирование спастических болей внизу живота и других простагландин-индуцированных эффектов. Введение препаратов антипростагландинового действия приводит к выраженному уменьшению интенсивности болей почти у 80 % женщин с дисменореей.
Наиболее широко распространены ингибиторы простагландинсинтетазы — нестероидные противовоспалительные средства (НПВС): нимесулид, аспирин, индометацин, ибупрофен, мефенамовая кислота, напроксен, диклофенак (дикловит) и др. Многоцентровые рандомизированные исследования у более, чем 1400 пациенток показали, что по эффективности купирования симптомов дисменореи нимесулид значительно превосходит другие НПВС.
Ингибиторы простагландинсинтетазы понижают содержание простагландинов в менструальной крови и купируют дисменорею. Эти препараты сами обладают анальгезирующим действием, и целесообразность их применения в течение первых 48—72 ч после начала менструации определяется тем, что простагландины выделяются в менструальную жидкость в максимальных количествах в первые 48 ч менструации. Антипростагландиновые препараты быстро всасываются и действуют в течение 2—6 ч. Большинство из них необходимо принимать 1—3 раза в день в первые дни менструации.
Существует также и профилактический вариант применения этих препаратов — за 1—3 дня до предполагаемой менструации. Курс лечения, как правило, длится в течение 3 менструальных циклов. Эффект от НПВС обычно сохраняется в течение 2—4 мес после их отмены, затем боль возобновляется, но бывает менее интенсивной.
Комбинированные оральные контрацептивы (КОК) устраняют дисменорею примерно у 90 % пациентов путём уменьшения толщины эндометрия и, соответственно, количества простагландинов. Применение КОК приводит к появлению ановуляторных менструальных циклов.
В качестве симптоматического средства при лечении дисменореи могут применяться ненаркотические анальгетики, содержащие парацетамол. Эти препараты приводят к временному облегчению боли.

### Лечение вторичной дисменореи
Включает применение симптоматических средств — анальгетиков и обязательное лечение заболевания, ставшего причиной появления менструальных болей.